# Gareth Gates

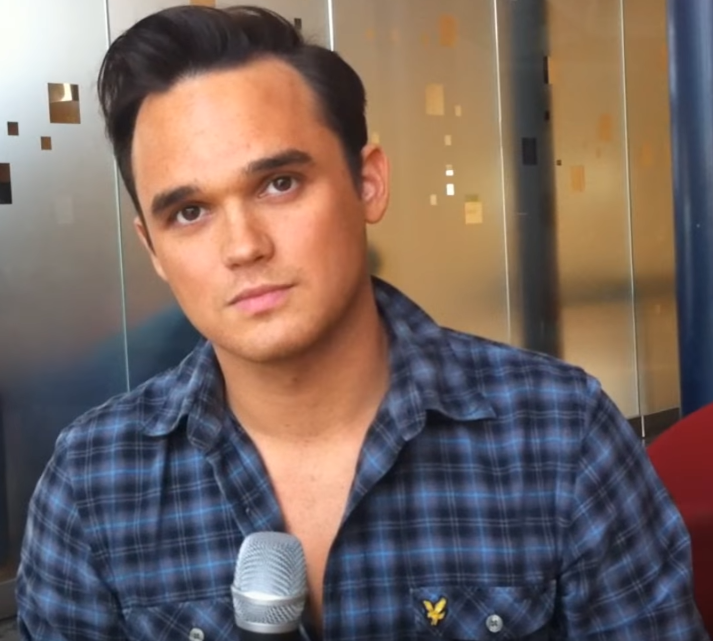
Gareth Gates (2011)

Gareth Paul Gates (* 12. Juli 1984 in Bradford, England) ist ein britischer Sänger, der durch seine Teilnahme an der ersten Staffel von Pop Idol, aus der er als Zweitplatzierter hervorging, bekannt wurde.

## Leben
Gates wurde als ältestes von vier Kindern in Bradford geboren. Er hat mit Nicola (* 1985), Charlotte (* 1991) und Jessica (* 1993) drei Schwestern. Zudem wuchs er gemeinsam mit seinem Cousin (* 1986), der von seiner Familie aufgezogen wurde, auf. Gates’ Eltern nahmen sich mehrfach anderer Kinder an.
Gates trat im Alter von neun Jahren in den Bradford Cathedral Chor ein. Er war im Alter von 11 Jahren der Hauptchorsänger in der Bradford Cathedral und sang u. a. solo für die Queen, als sie die Kathedrale 1997 besuchte. Gates erreichte Stufe acht beim Klavier, klassische Gitarre spielen und Singen. Außerdem wurde er vor der Teilnahme an Pop Idol am Royal Northern College of Music angenommen.

## Karriere
Gates wurde frühzeitig als Favorit gehandelt, trotzdem wurde er nur der Zweitplatzierte der ersten Staffel von Pop Idol im Februar 2002. Obwohl er den Wettbewerb nicht gewann, wurde er von Simon Cowells Plattenlabel BMG unter Vertrag genommen.

### Nach Pop Idol
Gates’ erste Single, eine Coverversion von The Righteous Brothers’ Unchained Melody, schaffte es auf Anhieb auf Platz eins der UK Single Charts und kickte somit Will Youngs (der Gewinner von Pop Idol) erste Single – die Doppel-CD Anything is Possible/Evergreen – von der Spitze der Charts. Unchained Melody wurde zum Record of the Year von 2002 von den ITV-Zuschauern gewählt. Auch seine zweite Single Anyone of Us (Stupid Mistake) verkaufte sich gut und landete ebenfalls auf Platz eins. Seine dritte Single The Long and Winding Road, ein Duett mit Will Young, erreichte auch Platz eins der Charts. What My Heart Wants to Say, Gates’ vierte Single, schaffte es auf Platz fünf.
Gates befand sich 2002 auf dem Höhepunkt seiner Karriere, als das heute nicht mehr bestehende Magazin Smash Hits den 7. November zum International Gates Day für seine Fans erklärte.
Sein Debütalbum What My Heart Wants to Say stieg in den Charts auf Platz zwei ein, verkaufte sich innerhalb der ersten Woche über 100.000 Mal und wurde mit Doppel-Platin ausgezeichnet.
2003 sang Gates die Comic Relief-Charitysingle Spirit in the Sky gemeinsam mit The Kumars. Auch diese Single hielt sich zwei Wochen auf Platz 1 der Charts. Er war auch in der Celebrity-Fahrschule von Comic Relief zu sehen. Durch seine Teilnahme am Red-Nose-Day (Comic Relief) beteiligte er sich an Body and Soul, einer Wohltätigkeitsorganisation, die HIV-infizierten bzw. AIDS-erkrankten Menschen hilft.
Seine nächsten zwei Singles Sunshine und Say It Isn’t So erreichten Platz drei bzw. vier der britischen Charts. Sein zweites Album Go Your Own Way stieg in den UK-Charts auf Platz 11 ein, gelangte jedoch in einigen asiatischen Ländern auf Platz eins und wurden dort mit Platin ausgezeichnet.
Gates hatte großen Erfolg außerhalb von Großbritannien, insbesondere in Asien, Südafrika und vielen europäischen Ländern. Er gewann einen MTV Asia’s award als Bester internationaler männlicher Künstler (Best International Male) 2003/4 und wurde von MTV China und MTV Taiwan in der gleichen Kategorie ausgezeichnet.
Anfang 2004 macht er eine Stadiontournee durch das Vereinigte Königreich und setzte seine Promotion dann in Europa und Asien fort. Schließlich entschloss er sich eine Pause einzulegen und arbeitete als Sprachtrainer und Kursleiter beim McGuire Programme, das auch ihm half seine Sprachschwierigkeiten in den Griff zu bekommen.
Gates hatte eine kleine Rolle im S-Club-7-Film Seeing Double und weitete seine Arbeit zu wohltätigen Zwecken aus. So versuchte er das Bewusstsein für AIDS mit Hilfe eines Charitykonzerts vor 50.000 Menschen zu stärken.
Bis heute hat Gates allein in Großbritannien über fünf Millionen Singles verkauft, inklusive der zweit- und sechsthäufigst-verkauften Single des Jahres 2002 (Unchained Melody, die 1,3-Millionen-mal verkauft wurde und Anyone of Us (Stupid Mistake), die 570.000-mal verkauft wurde) und der zweithäufigst-verkauften Single von 2003 (Spirit in the Sky, 550.000-mal).

### Ab 2005
Während er 2005 an seinem Comebackalbum arbeitete, trennte er sich im April 2006 von seinem Plattenlabel Sony BMG. Er war in einer Dokumentation namens Whatever Happened to Gareth Gates? zu sehen, die sich mit seinen Erfahrungen in der Musikindustrie und außerhalb dieser beschäftigte. Die Dokumentation wurde im Dezember 2006 auf ITV1 ausgestrahlt und bestätigte, dass Gates einen neuen Plattenvertrag hat. Außerdem präsentierten sie einiges an neuem Material von Gates. Sein Album erschien im Juni 2007. Einige der Titel wurden bei einem Geheimauftritt am 29. November 2006 vorgestellt. Gates arbeitete für diese mit Schreibern wie Sacha Skarbek (James Blunt), Ricky Ross (von Deacon Blue fame) und Pete Gordeno (Depeche Mode) zusammen. Die Lieder wurden von Martin Terefe, Jon Hall und Nick Whitecross produziert.
Seit 2004 arbeitet Gates intensiv mit der Sängerin und Songschreiberin Judie Tzuke, die bekannt für ihren Hit von 1979 Stay with Me Till Dawn, ist. Sie lernten sich durch Lucie Silvas, die sowohl für Gates als auch für Tzuke als Background-Sängerin arbeitete, kennen. Im Oktober 2004 trat Gates während Tzukes Tour als Backgroundsänger für das Lied Bully auf. Der Song Dark Days, den Gareth Gates gemeinsam mit Judie Tzuke komponierte, erschien auf Tzukes 2007 veröffentlichtem Album Songs 1, jedoch nicht auf Gates Album Pictures of the Other Side.
Die erste Single des Albums hieß Changes und wurde in Großbritannien am 9. April 2007 veröffentlicht. Sie stieg auf Platz 14 der UK-Single-Charts ein. Am 18. Juni 2007 erschien zudem Angel on My Shoulder und schaffte es bis auf Platz 22.
Im Januar 2008 nahm Gates an der britischen Eiskunstlaufshow Dancing on Ice teil.
Seit Januar 2009 steht Gareth Gates am Londoner West End auf der Bühne des Adelphi Theatre in der Rolle des Joseph im Musical Joseph and the Amazing Technicolor Dreamcoat als Nachfolger von Lee Mead. In einem Interview sagte er, dass er bereits im Alter von acht Jahren den Joseph gesungen habe und er sich mit dieser Rolle einen großen Traum erfülle. Andrew Lloyd Webber soll selbst angefragt haben, ob er die Hauptrolle übernehme.

## Privates
Gates ist ein ausgebildeter Sprechtrainer und Kursleiter des McGuire-Programms, bei dem er denjenigen, die ähnlich stottern wie er früher, hilft. Er war der jüngste Brite, der die Ausbildung zum Sprechtrainer für dieses Programm absolvierte. Im Februar 2005 leitete er erstmals einen Kurs mit und im August 2006 leitete er eigenverantwortlich einen Kurs in Galway.
Gates war vom 18. Juli 2008 bis zur Scheidung 2012 mit seiner langjährigen Freundin, der Tänzerin, Choreographin und dem Model Suzanne Mole verheiratet. Am 6. April 2009 wurden sie Eltern einer Tochter.
Gareth Gates lebt in London.

## Diskografie

### Studioalben
| Jahr | Titel                      | Höchstplatzierung, Gesamtwochen, AuszeichnungChartplatzierungen (Jahr, Titel, Platzierungen, Wochen, Auszeichnungen, Anmerkungen) | Höchstplatzierung, Gesamtwochen, AuszeichnungChartplatzierungen (Jahr, Titel, Platzierungen, Wochen, Auszeichnungen, Anmerkungen) | Höchstplatzierung, Gesamtwochen, AuszeichnungChartplatzierungen (Jahr, Titel, Platzierungen, Wochen, Auszeichnungen, Anmerkungen) | Höchstplatzierung, Gesamtwochen, AuszeichnungChartplatzierungen (Jahr, Titel, Platzierungen, Wochen, Auszeichnungen, Anmerkungen) | Anmerkungen                              |
| Jahr | Titel                      | DE | AT | CH | UK | Anmerkungen                              |
| ---- | -------------------------- | --- | --- | --- | --- | ---------------------------------------- |
| 2002 | What My Heart Wants to Say | DE10 (18 Wo.)DE | AT52 (6 Wo.)AT | CH84 (3 Wo.)CH | UK2 ×2Doppelplatin · (22 Wo.)UK                                                                                                   | Erstveröffentlichung: 26. Oktober 2002   |
| 2003 | Go Your Own Way            | DE24 (4 Wo.)DE | AT59 (2 Wo.)AT | CH40 (5 Wo.)CH | UK11 Gold · (8 Wo.)UK | Erstveröffentlichung: 22. September 2003 |
| 2007 | Pictures of the Other Side | — | — | — | UK23 (2 Wo.)UK | Erstveröffentlichung: 25. Juni 2007      |

### Singles
| Jahr | Titel Album                                                                           | Höchstplatzierung, Gesamtwochen, AuszeichnungChartplatzierungen (Jahr, Titel, Album, Platzierungen, Wochen, Auszeichnungen, Anmerkungen) | Höchstplatzierung, Gesamtwochen, AuszeichnungChartplatzierungen (Jahr, Titel, Album, Platzierungen, Wochen, Auszeichnungen, Anmerkungen) | Höchstplatzierung, Gesamtwochen, AuszeichnungChartplatzierungen (Jahr, Titel, Album, Platzierungen, Wochen, Auszeichnungen, Anmerkungen) | Höchstplatzierung, Gesamtwochen, AuszeichnungChartplatzierungen (Jahr, Titel, Album, Platzierungen, Wochen, Auszeichnungen, Anmerkungen) | Anmerkungen                                             |
| Jahr | Titel Album                                                                           | DE | AT | CH | UK | Anmerkungen                                             |
| ---- | ------------------------------------------------------------------------------------- | --- | --- | --- | --- | ------------------------------------------------------- |
| 2002 | Unchained Melody What My Heart Wants to Say                                           | DE17 (9 Wo.)DE | — | CH18 (15 Wo.)CH | UK1 ×2Doppelplatin · (38 Wo.)UK | Erstveröffentlichung: 18. März 2002                     |
| 2002 | Anyone of Us (Stupid Mistake) What My Heart Wants to Say                              | DE3 Gold · (19 Wo.)DE | AT6 (22 Wo.)AT | CH24 (19 Wo.)CH | UK1 Platin · (16 Wo.)UK | Erstveröffentlichung: 8. Juli 2002                      |
| 2002 | The Long and Winding Road / Suspicious Minds What My Heart Wants to Say / From Now On | — | — | — | UK1 Gold · (26 Wo.)UK | Erstveröffentlichung: 23. September 2002 mit Will Young |
| 2002 | What My Heart Wants to Say                                                            | — | — | CH52 (6 Wo.)CH | UK5 (15 Wo.)UK | Erstveröffentlichung: 9. Dezember 2002                  |
| 2003 | Spirit in the Sky Go Your Own Way                                                     | DE13 (13 Wo.)DE | AT10 (16 Wo.)AT | CH30 (10 Wo.)CH | UK1 Platin · (22 Wo.)UK | Erstveröffentlichung: 10. März 2003 mit The Kumars      |
| 2003 | Sunshine Go Your Own Way                                                              | DE71 (3 Wo.)DE | — | — | UK3 (13 Wo.)UK | Erstveröffentlichung: 8. September 2003                 |
| 2003 | Say It Isn’t So Go Your Own Way                                                       | DE26 (10 Wo.)DE | AT46 (6 Wo.)AT | CH74 (3 Wo.)CH | UK4 (11 Wo.)UK | Erstveröffentlichung: 1. Dezember 2003                  |
| 2007 | Changes Pictures of the Other Side                                                    | — | — | — | UK14 (3 Wo.)UK | Erstveröffentlichung: 9. April 2007                     |
| 2007 | Angel On My Shoulder Pictures of the Other Side                                       | — | — | — | UK22 (2 Wo.)UK | Erstveröffentlichung: 18. Juni 2007                     |

### Videoalben
- 2003: Spirit in the Sky (UK: Gold)
- 2003: Live (UK: Gold)

## Auszeichnungen für Musikverkäufe
| Goldene Schallplatte - Australien - 2003: für die Single Unchained Melody - Belgien - 2003: für die Single Unchained Melody - Norwegen - 2003: für das Album What My Heart Wants to Say | Platin-Schallplatte - Norwegen - 2003: für die Single Anyone of Us (Stupid Mistake) 3× Platin-Schallplatte - Taiwan - 2004: für das Album What My Heart Wants to Say |

Anmerkung: Auszeichnungen in Ländern aus den Charttabellen bzw. Chartboxen sind in ebendiesen zu finden.
| Land/RegionAuszeichnungen für Musikverkäufe (Land/Region, Auszeichnungen, Verkäufe, Quellen) | Gold     | Platin       | Verkäufe  | Quellen           |
| -------------------------------------------------------------------------------------------- | -------- | ------------ | --------- | ----------------- |
| Australien (ARIA)                                                                            | Gold1    | —            | 35.000    | aria.com.au       |
| Belgien (BRMA)                                                                               | Gold1    | —            | 25.000    | ultratop.be       |
| Deutschland (BVMI)                                                                           | Gold1    | —            | 150.000   | musikindustrie.de |
| Norwegen (IFPI)                                                                              | Gold1    | Platin1      | 30.000    | ifpi.no           |
| Taiwan (RIT)                                                                                 | —        | 3× Platin3   | 101.442   | rit.org.tw        |
| Vereinigtes Königreich (BPI)                                                                 | 4× Gold4 | 6× Platin6   | 3.550.000 | bpi.co.uk         |
| Insgesamt                                                                                    | 8× Gold8 | 10× Platin10 |           |                   |

## Auszeichnungen und Rekorde

### Auszeichnungen
- UK
  - The Record of the Year 2002: Unchained Melody
  - Smash Hits Awards 2002: best male, best hair, best newcomer, most fanciable male
  - Smash Hits Awards 2003: best male, best single (Sunshine)
  - Young Achievers Yorkshire 2002
  - Special award for service to Yorkshire 2002
  - OUT magazine awards 2003: best singer, best video (Sunshine), best performance at G-A-Y
- International
  - MTV Asia: Best International Male 2003/2004
  - MTV China: Best International Male 2003/2004
  - MTV Taiwan: Best International Male 2003/2004
  - TMF Belgium: Best International Pop
  - MTV Taiwan: Inspiration to Youth
  - G-Music (Taiwan): Best International Artist 2003
  - Hit FM: Best single of 2003 (AOU)

### Rekorde
- Er war der jüngste männliche Künstler, der es in den UK Single Charts auf Platz 1 schaffte. Er war 17 Jahre und 255 Tage alt, als er mit Unchained Melody am 24. März 2002 Platz 1 erreichte.
- Zudem war er nicht nur der jüngste männliche Solokünstler der vier Nummer-eins-Hits hatte, sondern er war auch der erste seit Frank Ifield 1965 der diese vier Singles innerhalb von 12 Monaten dort platzieren konnte.
- Gates’ Fans wurden als die Lautesten eingestuft: Während der Performance von Mack the Knife in der Sheffield Arena auf der Pop Idol Tour wurde eine Lautstärke von 130 Dezibel gemessen.